# Saison 3 de Grand Galop
Cet article présente le guide des épisodes de la troisième saison du feuilleton télévisé Grand Galop.

## Épisode 1:Le retour
- France : Gulli et Planète Junior
- Australie : ABC, 7 septembre 2008

## Épisode 2:Le départ[1/2]
- France : Gulli et Planète Junior
- Australie : ABC, 30 septembre 2008

- Monsieur Hanson

Mauvaise nouvelle pour Carole, son père, militaire part en mission pour les prochains mois. Dans une semaine elle doit donc se rentre chez sa tante qui habite à cinq cents kilomètres. Lisa et Steph se proposent de l'accueillir. Il n'y a que Véronica qui jubile, profitant de l'occasion pour semer la discorde et la jalousie entre les deux amies. 	
Une nouvelle prof, Amélia est arrivée au Pin Creux. Elle est autoritaire et perfectionniste ce qui ne manque pas de déplaire aux élèves, sauf à Véronica.
Simon, un nouvel élève, découvre le Pin Creux, la peur des chevaux chevillée au ventre. Il préfère s'occuper de l'ordinateur plutôt que de passer son évaluation.

## Épisode 3:Le départ[2/2]
- France :
- Australie : ABC, 1er octobre 2008

Outre son départ, Carole apprend que son père a l'intention de donner Starlight à des militaires. Steph et Lisa essaient de l'aider du mieux qu'elles peuvent.
Pour son deuxième jour au Pin Creux, Simon essai encore d'échapper aux chevaux, en utilisant un faux plâtre au pied. Mais Amélia n'est pas dupe et d'un coup de cravache lui rend miraculeusement l'usage de son pied... Ensuite, Amalia fait une rencontre renversante avec Problème ce qui fait déborder le vase de sa patience et... elle démissionne. Ce qui arrange bien, Max soulagé de n'avoir plus à lui annoncer qu'il voulait se séparer d'elle...

## Épisode 4:L'habit ne fait pas le moine
- France :
- Australie : ABC, 2 octobre 2008

En pleine nuit, Carole, pensionnaire du Pin Creux et Madame Reg sont dans l'écurie où les cheveux sont agités et effrayés par quelque chose. Mystère... Le matin, Garnet est blessé. Véronica est furieuse et accuse tout le monde.
Une nouvelle élève arrive au Pin Creux. Il s'agit de Désirée Beggins, ou simplement Daisy. Son cheval, Midnight l'a fait tomber et elle a l'air un peu dépenaillée, sans monture et avec ses vêtements salis. Les filles imaginent qu'elle a fugué et dort au Pin Creux en cachette... Et même les sandwich qui disparaissent l'accuse. 
Depuis le départ d'Amélia, il manque un prof au Pin Creux. Max souhaiterait que sa mère assure les cours. Mais celle-ci refuse, jusqu'à ce que Véronica fasse preuve de toutes sortes de gentillesses à son égard... 

## Épisode 5:Défense d'entrer
- France :
- Australie : ABC, 23 décembre 2008

Le Club du Grand Galop va souvent à la crique du renard pour y faire brouter l'herbe verte à leur chevaux. Un jour l'endroit se trouve barré de pancartes « défense d'entrer ». Déçues de ne plus pouvoir y aller, elles se renseignent auprès de Max de la raison de cette interdiction. Le terrain avait été vendu. Les filles cherchent alors le propriétaire pour lui demander la permission de venir sur dans son terrain. Désirée Beggins, une nouvelle jeune fille qui vient d'arriver au Pin Creux, leur avoue que son père est nouveau propriétaire. Le Club du Grand Galop demande à Daisy (Désirée) de parler à son père pour obtenir le droit de les laisser passer par la propriété. Mais Veronica en profite pour raconter des mensonges à Daisy au sujet des filles du club du Grand Galop, pour qu'elles n'obtiennent pas l'accord de son père. Cependant, Steph, Carole et Lisa ont le droit d'aller dans la crique du Renard, à la condition qu'elles soient avec Daisy. 
C'est dans cet épisode que Simon vainc sa peur et monte enfin pour la première fois sur un cheval, sous les applaudissements. 

## Épisode 6:En avant la musique
- France : Gulli
- Australie : ABC, 24 décembre 2008

## Épisode 7:L'âne et la Duchesse
- France :
- Australie : ABC, 25 décembre 2008

Le Pin Creux reçoit en invité une jument, Duchesse. Le propriétaire veut qu'elle se repose avant sa prochaine course. Interdiction est faite de la monter, et Problème, le petit anon, a interdiction lui aussi de l'approcher... Tout se complique quand Problème fait chuter Steph qui se retrouve condamnée à une semaine avec des béquilles. Solidaires, Lisa et Carole promettent de ne pas monter pendant cette période. C'était sans compter avec Véronica qui en profite pour parier une coûteuse selle qu'elles n'y arriveraient pas. Lisa n'hésite par à jouer la place de présidente du club du Grand Galop en échange.
Problème a lui aussi une semaine de sursis pour faire ses preuves et Jess et Mélanie s'y engagent. 
Duchesse, la jument, s'ennuie sérieusement. « Pour le bien du cheval » avec la complicité de Jack, Carole puis Lisa se laissent faire et la montent toutes les deux. Sans savoir que Véronica les filme... 
Problème est devenu l'ami de Duchesse ou inversement. Mais Max trouve Problème dans le box de Duchesse. Sur le champ, il conduit l'ânon au refuge SPA, au grand désespoir de Jess et Mélanie. Lorsque le propriétaire vient reprendre sa jument, elle est aussi remuante qu'avant. Jess et Mélanie insistent sur le lien qui s'était créé entre l'âne et Duchesse, mais les adultes ne les écoutent pas. En revanche Madame Reg se précipite pour remmener Problème, juste à temps pour prouver l'effet calmant sur le cheval de course qui rentre dans le van très paisiblement... et remporte la course. Finalement le propriétaire du cheval promet de revenir régulièrement au Pin Creux pour que sa jument revoit son petit ami Problème, qui aux yeux de tous a trouvé une incontestable utilité. 

## Épisode 8:Tout ce qui brille
- France :
- Australie : ABC, 26 décembre 2008

Le grand père de Jess habite dans une roulotte. En lui rendant visite, la jument de Steph, Belle se cabre et les filles découvrent une vieille mine abandonnée dont elles parlent au grand-père de Jess. Il montre au Grand Galop, à Jess et Mélanie une pierre qui ressemble à de l'or, mais leur explique que c'est de la pyrite et que ça n'a aucune valeur.
Au Pin Creux, Véronica se moque du grand père de Jess et blesse Jess. Le club du Grand Galop décide de se venger. Ils font croire à Mélanie qu'elles ont trouvé une pépite d'or. Mélanie révèle le secret à Jess. Véronica surprenant la conversation pousse a bout Jess et lui fait avouer. Immédiatement, Véronica se rend à l'ancienne mine, et cherche des pépites d'or. Elle tombe, remonte et finit par trouver ce qu'elle croit être de l'or. Mais pendant ce temps, Lisa, Steph et Carole se sont cachées et rigolent bien en la regardant. Véronica, persuadée que c'est de l'or commande un pendentif qui vaut une fortune.
Mais il n'y a pas que Véronica qui a été dupe de la blague. Mélanie et Jessie aussi y ont cru et se rendent aussi à l'ancienne mine. Ignorant l'écriteau indiquant le danger, elles rentrent dedans et après quelques coup de marteau, tout s'écroule ! Mélanie est écrasée par une lourde poutre sur ses jambes. Le grand-père de Jess s'inquiet de l'absence de Jess et Mélanie, se rend à cheval au Pin Creux pour avoir des informations auprès du Club du Grand Galop. Les filles et le grand-père vont tous à la mine et y retrouve les jeunes filles. Le grand-père de Jess soulève à la force de ses bras la grosse poutre qui entrave Mélanie.
Finalement, les filles expliquent à Véronica que ce n'est pas de l'or qu'elle a mais de la pyrite, mais elle ne les croit pas ! 

## Épisode 9:Un pas en avant
- France :
- Australie : ABC, 29 décembre 2008

Le club décide de déjouer les intentions du père de Daisy : faire abattre Midnigth. Le cheval qui ne peut être monté, est rebelle en raison de son passé quand il a été maltraité et fouetté avec une cravache. Simon a des relations privilégiées avec lui, mais pas l'argent pour l'acheter. Les filles du Grand Galop proposent de tout faire pour récolter la somme nécessaire. Le Club organise un spectacle au JBs cafe et Simon de son côté, cherche des activités rémunérées – ratant tout ce qu'il entreprend. Jessie et Mélanie y participent à la soirée avec un tour de « magie » ; Steph, Lisa et Carole chantent. Moins de la moitié de l'argent nécessaire est réuni. Simon est bouleversé.
Le lendemain, Simon emmène Midnigth en promenade. Fatigué d'avoir trop marché, il décide de poursuivre en montant dessus. Midnigth reste calme, mais lorsque son cavalier tombe, le cheval s'enfuit au galop. Au bout de sa course, Midnigth se retrouve sur un chemin très étroit longeant un ravin. Simon appelle à l'aide le Club du Grand Galop. Le cheval étant coincé, incapable de faire demi-tour. Lisa trouve la solution : Midnigth recule quand on lui demande d'avancer. Simon sauve le pur-sang du danger. Il a enfin réussit quelque chose !

## Épisode 10:Le sabotage
- France :
- Australie : ABC, 30 décembre 2008

## Épisode 11:Le grand défilé
- France :
- Australie : ABC, 31 décembre 2008

Lors d'une promenade, les filles du Grand Galop passent sur le flanc de la colline hantée, où se trouve d'anciennes mines d'or abandonnées. Près de l'entrée de l'une d'elles, Stéph trouve une médaille de concours senior du « Club de poney de Sweetwater », datée de 1957. Au Pin Creux, les filles interrogent Max, puis Madame Reg qui a remporté la médaille en 1963. Stéphanie dépouille les archives que lui confie Madame Reg et découvre le vainqueur de cette année-là, Rosemary Cross et son cheval Smokey (comme un écriteau vu sur la colline). Curieuse et passionnée, elle en recherche l'histoire. 
C'est l'époque de la préparation du défilé « le jour des pionniers » qui aura lieu en ville. Le leader est désigné par ses amis à l'unanimité et Véronica entreprend d'être celle-là, à l'aide d'une pétition. Mélanie et Jess apportent leur concours pour obtenir plus de signatures, dont celle des membres du Grand Galop, sous le prétexte de garder Problème... 
Après plusieurs essais Stéphanie rencontre Rosemary Cross. Elle lui montre la médaille et Rosemary raconte l'histoire... Après un accident qui a coûté la vie a Smokey, son cheval, alors qu'elle avait quinze ans, Rosemary a décidé de ne jamais plus monter à cheval. Lors d'une autre visite, Stéphanie vient avec un cheval gris pommelé comme Smokey et Rosemary brise son vœux, le montant.

## Épisode 12:À vos souhaits
- France :
- Australie : ABC, 1er janvier 2009

Daisy a une nouvelle jument. Le groupe trouve que le nom de Caramelle convient et le cheval montre son accord lorsqu'il répond à sa nouvelle maîtresse. Seule Véronica trouve le nom ridicule. Daisy découvre que Caramelle fait les roulades et elle est obligée de descendre en catastrophe par deux fois pour ne pas être écrasée. Daisy aidée de Simon, cherchent à résoudre le problème... Véronica affirme qu'elle connaît la solution, mais refuse de la dire en présence de Simon.
Au Pin Creux, Carole est prise d’éternuements, de démangeaisons, son nez se bouche et ses yeux la pique, alors que chez elle, aucun de ces symptômes ne se manifestent. Lisa émet l'idée qu'il s'agit peut-être d'une allergie... aux chevaux. Carole n'est pas d'accord et refuse d'en parler malgré les dangers. Brisant sa promesse, Lisa confie à Madame Reg le problème, provoquant la colère de Carole.
Évincé par Véronica, Simon se doutant de quelque chose, charge Mélanie et Jess de la surveillance de Véronica. Celles-ci (grâce à Problème) découvrent que Véronica avait placé du poil à gratter sous le tapis de selle de Caramelle... Mais lors d'une promenade, c'est Garnett qui fait une roulade et oblige Véronica à déchausser de toute urgence, se retrouvant dans un abreuvoir... Pince sans rire, Simon et Daisy se demandent comment le poil à gratter a sauté d'une selle à l'autre. Mais Véronica n'est pas du tout intéressée par ce mystère...

## Épisode 13:Le choix de Lisa[1/2]
- France :
- Australie : ABC, 2 janvier 2009

## Épisode 14:Le choix de Lisa[2/2]
- France :
- Australie : ABC, 5 janvier 2009

## Épisode 15:La vision
- France :
- Australie : ABC, 6 janvier 2009

Carole n'a pas le moral – sa mère est morte au début de l'été. Elle part seule faire une balade et près de la crique royale, elle croise un poney qui lui bloque le chemin pour la protéger d'un serpent. 
Au Pin Creux, Véronica prend en main la préparation de la fête d'anniversaire de Daisy qui va avoir douze ans. Elle enrôle sans grand enthousiasme Jess et Mélanie pour la rédaction d'un article (sur Carole) et de même répartit les tâches pour chacun des proches de Daisy. Mais fâchée que les autres ne se consacrent pas à plein temps à cette préparation, elle « désinvite » un à un les invités. 
Carole trouve que le mystérieux poney a des ressemblances avec celui brodé sur un coussin, le dernier cadeau de sa mère. De son côté, Véronica pense que ce poney n'est qu'une manière pour Carole d'attirer l'attention et l'article déformant les propos de Steph et Lisa, laisse supposer que Carole a un comportement étrange et que le poney n'existe pas. Carole ne peut accepter la trahison de ses deux amies, même dupées par Mélanie. Heureusement qu'un bon gâteau au gingembre et chocolat préparé avec la complicité de Madame Reg est le prétexte à la réconciliation. Le Club rencontre le poney lors d'une balade et il les protège d'un passage dangereux. 
Pendant ce temps au Pin Creux, une jeune femme aveugle, Miranda, s'enquiert des informations sur son poney. Il s'agit d'un animal spécialement dressé pour l'accompagner. Elle s'appelle Céleste – comme le deuxième prénom de la mère de Carole...

## Épisode 16:Problème fait des siennes
- France :
- Australie : ABC, 7 janvier 2009

Les filles du Club du Grand Galop s'en vont pour un concours avec Madame Reg ; Max répare des clôtures tout au bout du domaine alors le Pin Creux est confié à Jack, Daisy... et surtout Véronica ! Sa première décision est de chasser Problème de l'écurie où il tient paisiblement compagnie à Duchesse ou inversement. Elle le fait elle-même, mais oublie de fermer le box de la jument et l’enclos de Problème... qui font une escapade. Tout le monde part à la recherche de la jument et de l'ânon. 
L'ayant retrouvé et au courant de la valeur du cheval de course, un homme profite de l'occasion pour le céder à un riche propriétaire de la région, laissant Problème. L'ânon rejoint Mélanie et Jess qui remontent la piste jusqu'à Duchesse. Finalement, le pur-sang est récupéré.

## Épisode 17:La chasse au renard
- France :
- Australie : ABC, 8 janvier 2009

Max organise une chasse au renard au Pin Creux. Les enfants se répartissent les rôles entre la meute, le chef de meute et... le renard ! Véronica est le chef. Simon pense qu'à la place du renard, il y plus de probabilité de gagner la magnifique selle qui est en jeu. Le Grand Galop et les filles et les autres garçons, sont la meute de chiens qui suivent la piste, matérialisée par des confettis que Simon doit semer tous les quinze minutes. Après deux heures, si le renard n'a pas été capturé, il a gagné. 

## Épisode 18:Tenir la distance
- France :
- Australie : ABC, 9 janvier 2009

## Épisode 19:Le prix de la Liberté
- France :
- Australie : ABC, 1er avril 2009

## Épisode 20:La Race des Seigneurs
- France :
- Australie : ABC, 2 avril 2009

Une invitée est attendue au Pin Creux, Samantha Askew. Quand Véronica découvre qu'elle est apparentée à la famille royale, elle veut que tout soit parfait... Le Club du Grand Galop la reçoit le plus naturellement du monde, avec beaucoup de sympathie. Sam se lie d'amitié avec Steph, surtout quand cette dernière lui fait découvrir le cross. 
Grâce à Véronica, Mélanie et Jess découvrent que Problème est un âne d'une race très rare et très pure et organisent son royal couronnement...

## Épisode 21:Frère et sœur
- France :
- Australie : ABC, 3 avril 2009

Carole, Lisa et Steph se demandent si une quatrième personne ne serait pas une bonne chose. Les filles ont plusieurs idées... Simon envie les filles d'être si soudées et la joie du groupe et aimerait bien entrer dans le Club. Cependant, sans s'en rendre compte, Simon délaisse Daisy qui pensait avoir trouvé un ami et se retrouve toute seule. 
Mélanie – la sœur de Lisa – est mise au courant par Véronica du choix des filles du Club du Grand Galop et le prend très mal, car elle pensait avoir toutes ses chances pour y entrer elle-même... Mais, sans se rendre compte qu'elle délaisse Jessie qui se retrouve toute seule.

## Épisode 22:Deuxième chance
- France :
- Australie : ABC, 6 avril 2009

Déçu d'avoir raté l'admission à école de dressage de Vince Bernoulli, Jack veut de démissionner de son poste au Pin Creux. Le Club du Grand Galop et Simon parlent à Max pour qu'il trouve une solution pour le garder. Jack travaille au bureau, mais il n'est pas fort doué en informatique et les chevaux lui manquent...

## Épisode 23:Les chaises musicales
- France :
- Australie : ABC, 7 avril 2009

Tout le monde se prépare à partir à une compétition. Mais des crues ont emporté un pont. Tous les élèves sont bloqués pour 24 heures et sont obligés de dormir au Pin Creux. 
La tempête se rapproche et les enfants sont très excités. Jack propose aux deux groupes, filles et garçons, de choisir un chef responsable à même de trancher en cas de différents. Les filles votent et Véronica joue d'astuce pour devenir le chef. 

## Épisode 24:L'anniversaire du Club
- France :
- Australie : ABC, 8 avril 2009

Les filles sont joyeuses, c'est l'anniversaire du Club ! Carole a déjà préparé son cadeau, Lisa aussi, mais Steph semble avoir un peu oublié... Dans un mauvais mouvement Carole casse l'objet qu'elle doit recoller...
Lisa a organisé une petite séance soins du visage et décoré de perles un sweat pour chacun de ses amies, même si Steph n'aime guère tout ça. Véronica critique tout et lorsque Steph cherche une idée de randonnée, elle lui propose les chutes du diamant, même si Carole déteste le cross. Arrivées sur place, à cause de la sécheresse, il n'y a pas d'eau et les chevaux ont soif et Prancer s'est blessé... Lisa et Steph se disputent à cause de leurs différences.

## Épisode 25:La grande aventure
- France :
- Australie : ABC, 9 avril 2009

Les élèves font une randonnée jusqu'à Sweetwater flats, aller et retour. Tous doivent faire preuve d'une attitude responsable, de qualité d'entraide et surtout veiller sur leur cheval !
Au campement tout d’organiste. Seule Véronica se défile pour chaque tâche, prétextant s'être fait les ongles la vieille. Les autres font boire et manger les chevaux, puis montent les tentes, allument le feu, font la cuisine... 
Dans la nuit, Garnet, le cheval de Véronica se détache et s'enfuit. Le groupe laisse d'abord Véronica chercher seule dans la nuit, mais en se concertant, tous tombent d'accord : il faut se serrer les coudes. Finalement, ils retrouvent le pur-sang, mais sont perdus. Heureusement que Véronica avait emporté deux sacs pleins qui se sont ouverts et se sont répandus sur le chemin comme une piste... 

## Épisode 26:À nous l'Angleterre
- France :
- Australie : ABC, 10 avril 2009

Carole s'entraîne avec Starlight pour le concours doté d'une bourse d'études en Angleterre, dans une prestigieuse école, un séjour d'été de trois mois, tous frais payés. Véronica aussi, mais elle soigne surtout son image, affirmant que de toute façon, c'est sa destinée d'être célèbre... 